# Мария Анна Австрийска (1610 – 1665)
Вижте пояснителната страница за други личности с името Мария Анна Австрийска.
Мария Анна Австрийска (на немски: Maria Anna von Österreich; * 13 януари 1610, Грац; † 25 септември 1665, Мюнхен) е ерцхерцогиня на Австрия и чрез женитба курфюрстиня на Бавария през 1635 – 1651 г.

## Живот
Дъщеря е на Фердинанд II (1578 – 1637), император на Свещената Римска империя от династията Хабсбурги, и Мария Анна Баварска (1574 – 1616) от династията Вителсбахи, дъщеря на баварския херцог Вилхелм V. Сестра е на Фердинанд (IV) III (1608 – 1657), император на Свещената Римска империя.
Мария Анна е красива и много умна, говори освен немски и италиански. Тя се омъжва на 15 юли 1635 г. в Августинската църква във Виена, като негова втора съпруга, за чичо си, курфюрст Максимилиан I от Бавария (1573 – 1651). Нейната зестра са 250 000 гулдена, замъка Васербург и други земи. Бракът е щастлив.
Мария Анна помага на съпруга си в управлението и се интересува от политиката на курфюрството. Взема лично участие в заседанията на министерския съвет. Води политическа кореспонденция. Пише си и с брат си и други дворцови чиновници. Тя е регентка и съветничка на сина си.
След смъртта на нейния съпруг през 1651 г. тя живее в югозападната част на Мюнхенската резиденция, на днешната Резиденцщрасе. До смъртта си тя е член на тайния съвет, без да има право на глас. Погребана е в Мюнхенската Михаелис църква, а сърцето и в капелата на Алтьотинг.

## Деца
Мария Анна има двама сина:
- Фердинанд Мария (1636 – 1679), курфюрст на Бавария
- Максимилиан Филип Хиронимус (1638 – 1705), херцог на Лойхтенберг